# Альварадо, Педро Хосе де
Педро Хосе де Альварадо Баэса (исп. Pedro José de Alvarado y Baeza, 25 июня 1767 года, Картаго, Коста-Рика — 8 июля 1839 года, Картаго, Коста-Рика) — коста-риканский священник и политик, глава Временного правительственного совета Коста-Рики с 1 декабря 1821 года по 6 января 1822 года.

## Биография
Альварадо родился в Картаго, Коста-Рика, 25 июня 1767 года. Его родителями были лейтенант Педро де Альварадо Гевара и Мануэла Баэса Эспиноса де лос Монтерос.
Альварадо был рукоположен в сан священника в 1791 году. В 1797 году он был временным священником Сан-Хосе и в 1798 году временным священником Эредии. Позже он занимал другие церковные должности до тех пор, пока не был назван на пост викария Внутренней части Коста-Рики, который была самым высоким в местной католической иерархии за исключением епископа. Он выполнял эти функции в 1821 году, когда произошло отделение Коста-Рики в Испании.
Альварадо был членом Народного Совета, который управлял Коста-Рикой с 12 ноября по 1 декабря 1821 года под председательством пресвитера Николаса Каррильо. После издания Временного пакта о согласии Альварадо был избран главой образованного Временного правительственного совета с 1 декабря 1821 года. Он занимал пост главы Совета до 6 января 1822 года.
Альварадо выступал за объединение Коста-Рики с Мексиканской империей Агустина I. Он умер в Картаго, Коста-Рика, 8 июля 1839 года. В своем завещании он сделал многочисленные дарения в пользу храмов и бедняков Картаго. Его сын Хуан Фернандо Эчеверрия впоследствии стал вице-президентом Коста-Рики.